# Gândirea Nouă
Mișcarea Gândirii Noi sau Gândirea Nouă este o mișcare constând într-o grupare de  autori, filosofi, organizații străvechi, idei religioase concrete și persoane care împărtășesc credința în efectele gândirii pozitive, legea atracției, vindecare, forța vieții, vizualizare creativă și putere personală. Este promovată ideea că "gândirea dreaptă" are efect vindecător și toate bolile își au originea în minte, "Inteligența Infinită" sau "Dumnezeu" este omniprezent(ă), duhul (sau spiritul) este totalitatea lucrurilor reale, individualitatea umană reală este divină, gândul divin este o forță a binelui.
Cu toate că Gândirea Nouă nu este doctrinară și nici monolitică, în general cei care aderă la Gândirea Nouă în prezent cred că interpretarea lor a Lui "Dumnezeu" sau "Inteligența Infinită" este "supremă, universală și pentru totdeauna", că divinitatea sălășluiește în fiecare persoană și toți oamenii sunt ființe spirituale, și că "cel mai înalt principiu spiritual este iubirea necondiționată față de semeni ... și învățarea și vindecarea reciprocă", și că "stările noastre mentale se manifestă în lumea fizică și devin experiențe reale în viața de zi cu zi".

## Convingeri
Principiile Gândirii Noi sunt: 
- Inteligența Infinită sau Dumnezeu este omnipotent(ă) și omniprezent(ă).
- Duhul (spiritul) reprezintă realitatea supremă.
- Firea umană este divină.
- Gândul în acord divin este o forță pozitivă a binelui.
- Toate bolile își au originea în minte.
- Gândirea dreaptă are efect de vindecare.

## Evoluția gândirii
De asemeni, susținătorii în general sunt de părere că în timp ce omenirea înțelege tot mai mult lumea, Gândirea Nouă însăși va evolua să asimileze noi cunoașteri. Alan Anderson și Deb Whitehouse au descris Gândirea Nouă ca un "proces" în care fiecare individ și chiar Gândirea Nouă în sine este "nou(ă) în ficare clipă". Thomas McFaul a introdus ipoteza "revelației continue", cu noi dezvăluiri primite de persoane în mod continuu de-a lungul timpului. Jean Houston a vorbit despre "omul posibil" sau ceea ce suntem capabili să devenim. 

## Idei terapeutice
John Bovee Dods (1795-1862), un practicant timpuriu al Gândirii Noi, a scris câteva cărți bazate pe ideea că bolile își au originea în impulsurile electrice ale sistemului nervos și ca atare sunt tratabile prin schimbarea credințelor. Învățătorii Gândirii Noi de după el, cum ar fi autorul, editorul și directorul de ziar William Walker Atkinson, acceptă această premisă. El face legătura dintre ideea de stare mentală existențială cu înțelegerile descoperirilor științei moderne în electromagnetism și procese neurologice.

## De asemeni
- Huna